# Diva Guzmán
Pour les articles homonymes, voir Guzman.
Diva Guzmán est une femme politique vénézuélienne, née le 23 février 1986. Députée à l'Assemblée nationale constituante vénézuélienne de 2017 à 2020 et à l'Assemblée nationale du Venezuela depuis décembre 2021 pour le Parti socialiste unifié du Venezuela dont elle fait partie de la direction nationale, elle est l'actuelle ministre vénézuélienne de la Femme et de l'Égalité de genre depuis le 9 février 2022.

## Carrière politique
De 2017 à 2020, elle est députée à l'Assemblée nationale constituante vénézuélienne. En 2018, elle est vice-ministre de l'Éducation et du Travail pour la libération. Le 6 décembre 2021, elle est élue députée à l'Assemblée nationale du Venezuela, représentant le Parti socialiste unifié du Venezuela.
Le 9 février 2022, elle est nommée ministre vénézuélienne de la Femme et de l'Égalité de genre par le président Nicolas Maduro en remplacement de Margaud Godoy, nommée ambassadrice du Venezuela au Honduras à la fin du mois précédent.